# جیرجیرک‌واران
جیرجیرک‌واران (نام علمی: Grylloidea) نام یک بالاخانواده از زیرراسته شمشیرک‌داران است.